# Østergaard Entreprise
Østergaard Entreprise A/S er en dansk byggeentreprenør, der specialiseret i anlæg og renovering af fjernvarmerør. De indgår totalentrepriser med deres kunder, som er energiselskaber, fjernvarmeværker og boligselskaber. Virksomheden har hovedkvarter i Esbjerg med afdelinger i Aarhus, Kolding, Odense og Rødovre.
Virksomheden blev etableret af Jimmy Østergaard i 1999 og hed de første år DK Rørbyg. I 2003 skiftede de navn til Østergaard Entreprise. Østergaard Entreprise er siden 2024 ejet af moderselskabet Energy Grid, der har flere ejere. I 2024 var der 174 ansatte i Østergaard Entreprise.